# 人权联合
人權團結聯盟（西班牙語: Unidos por los Derchos Humanos, UDH）是委內瑞拉的一個政黨,第一次競選國家議席在1998年的選舉，它贏得了在眾議院的一個席位。然而，它在2000年的選舉中失去了這個席位。